# Província de Parwan
La província de Parwan (Parwān, persa i paixtu: پروان) o Parvān és una divisió administrativa de l'Afganistan a les muntanyes de l'Hindu Kush, situada al nord de Kabul. La capital és Charikar. Encara que després de l'ocupació americana va ser zona segura, darrerament s'han produït diversos atacs. La majoria de la població són tadjiks i kizilbaixis (70%) i després venen els paixtus (25%) i els hazares (2/3%). En aquesta província estava situat l'estratègic túnel de Salang (que assegurava el pas cap al nord) i la base soviètica de Bagram (al nord de Kabul i al sud del túnel).

## Història
El 329 aC, Alexandre el Gran va fundar Alexandria del Caucas. La població, conquerida pels àrabs el 792 fou coneguda com a Parwan. El 1221 s'hi va lliurar la batalla de Parwan entre els mongols i les forces del xa de Coràsmia dirigides per Djalal al-Din Manguberti que fou la primera derrota dels mongols. Una altra batalla s'hi va lliurar el 1840 a la Primera Guerra Angloafganesa quan ja no quedava ningú al poble, i en la que els britànics foren derrotats. El 1937 es va establir una fàbrica tèxtil a Djabal al-Siradj. originant la població de Jabal Saraj prop de l'antiga població de la que només quedaven les ruïnes. A la zona, dominada pels soviètics, hi va haver alguna operació dels islamistes basats fora de la província, però el govern comunista va controlar la província quasi fins al final (1992); a finals del segle xx va oferir resistència als talibans que la van ocupar el 1996 fins que el 2001 va caure en mans dels americans. L'equip militar provincial està manat pels coreans.

## Districtes

Districtes de Parwan

| Districte    | Capital | Població | Àrea | Notes                                               |
| ------------ | ------- | -------- | ---- | --------------------------------------------------- |
| Bagram       |         | 75.423   |      |                                                     |
| Charikar     |         | 130.613  |      |                                                     |
| Ghorband     |         | 74.123   |      |                                                     |
| Jabal Saraj  |         | 48.052   |      | Sub-dividit el 2005                                 |
| Kohi Safi    |         | 13.627   |      |                                                     |
| Salang       |         | 13.627   |      |                                                     |
| Sayed Khel   |         | 33.334   |      | Creat el 2005 segregat del districte de Jabal Saraj |
| Shekh Ali    |         | 22.831   |      |                                                     |
| Shinwari     |         | 39.057   |      |                                                     |
| Surkhi Parsa |         | 33.639   |      |                                                     |

## Galeria

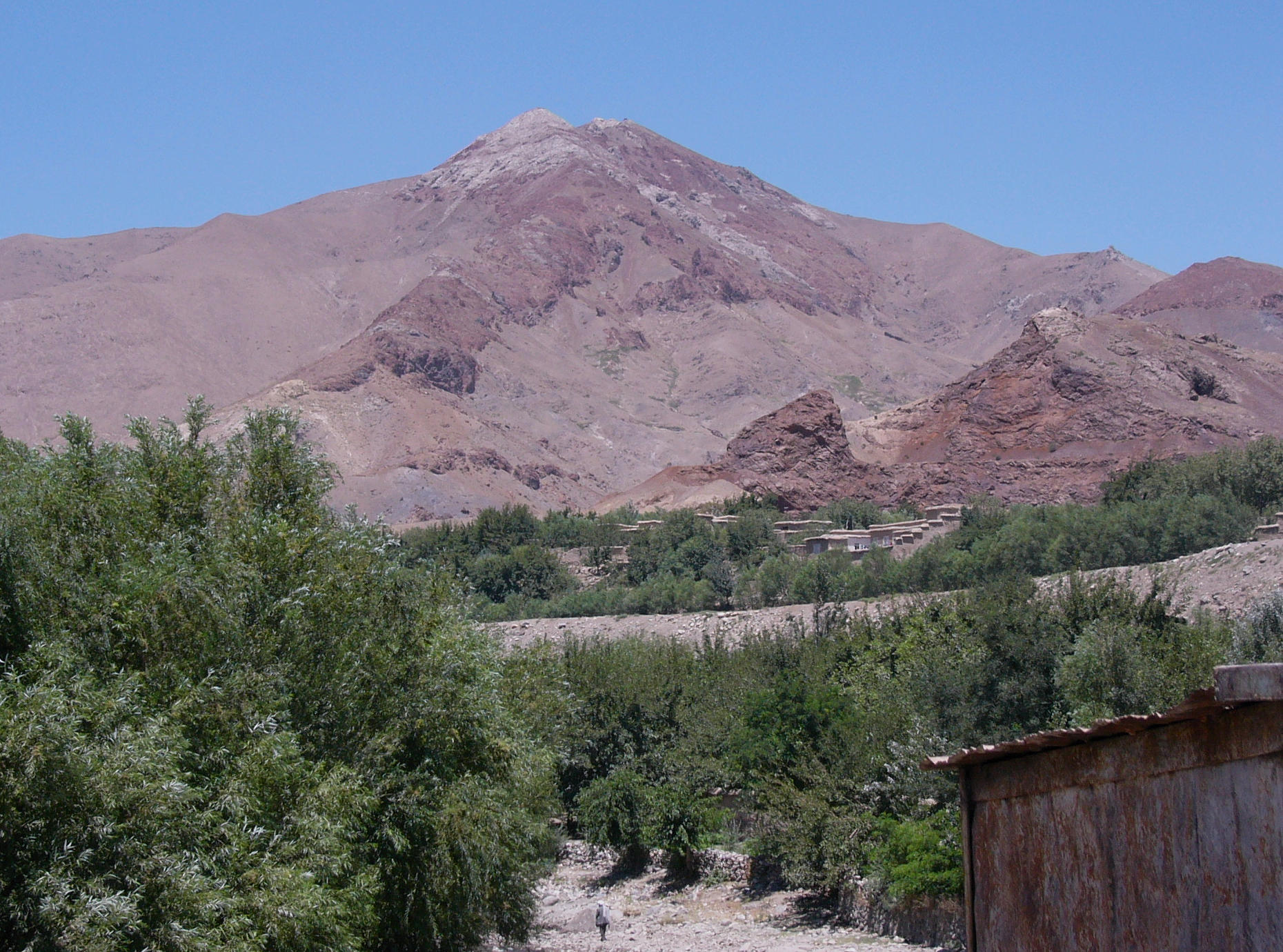
Muntanyes a la vall del Salang
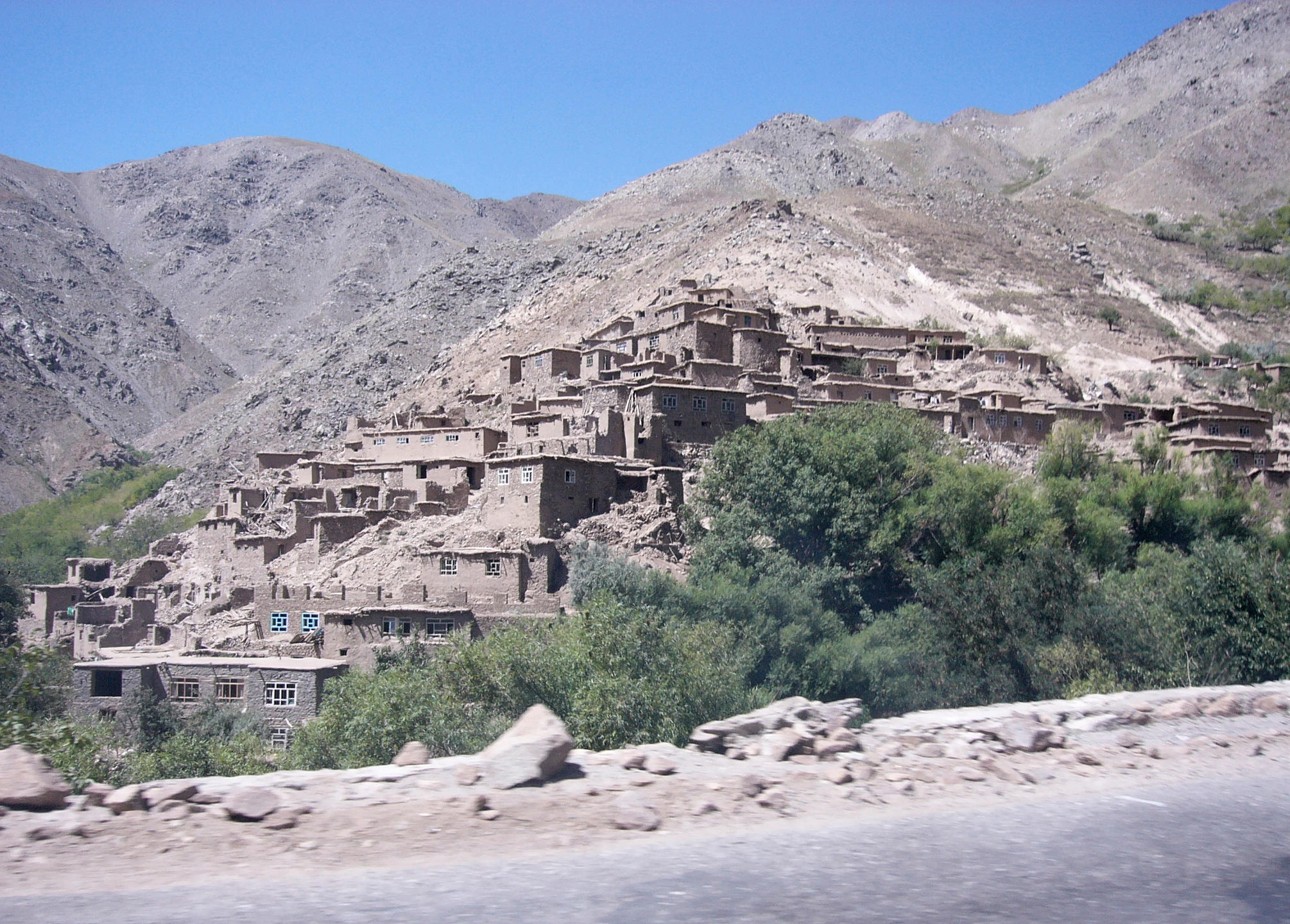
Poble a la vall del Salang
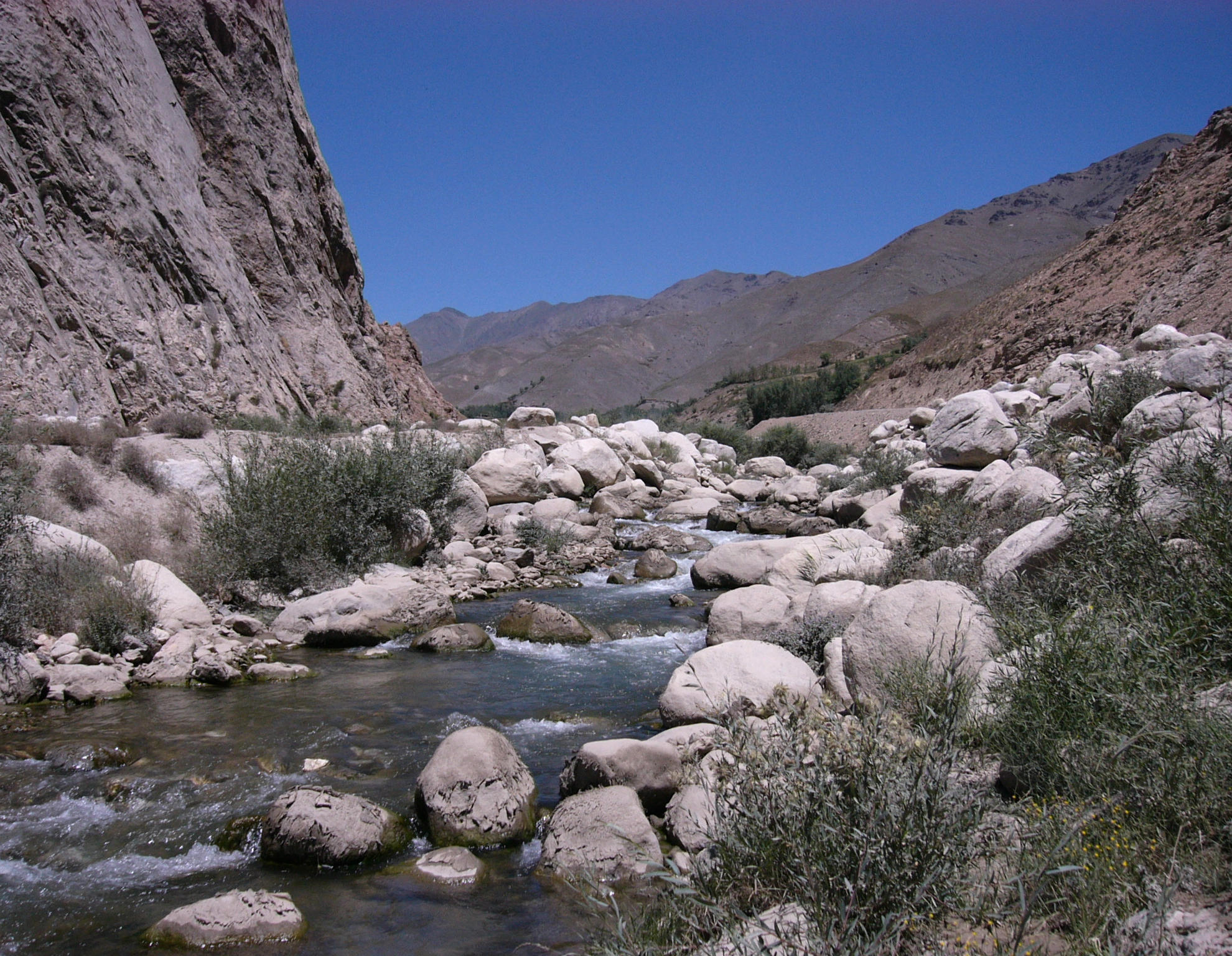
Riu a la vall del Salang